# Hera (missió espacial)
Hera és una nau espacial desenvolupada per l'Agència Espacial Europea per al seu programa de seguretat espacial. L'objectiu principal de la seva missió és estudiar el sistema binari d'asteroides Didymos contra el que quatre anys abans va impactar la nau espacial DART (Double Asteroid Redirection Test) de la NASA i contribuir a la validació del mètode d'impacte cinètic per desviar un asteroide proper a la Terra d'una trajectòria de col·lisió amb la Terra. Mesurarà la mida i la morfologia del cràter creat així com l'impuls transferit per un projectil artificial que impacta amb un asteroide, la qual cosa permetrà mesurar l'eficiència de la desviació produïda per l'impacte. També analitzarà l'expansió del núvol de runes causat per l'impacte.
La nau espacial es va llançar el 7 d'octubre de 2024 a bord d'un vehicle de llançament Falcon 9 de SpaceX i estudiarà els resultats de l'impactador DART, quatre anys després de l'impacte. DART va impactar l'asteroide Dimorf, el més petit dels dos objectes que formen l'asteroide binari 65803 Didymos, el 27 de setembre de 2022. El vehicle de llançament, B1061, utilitzat anteriorment per a la missió Crew-1, es va gastar en aquest vol.
Hera té una massa de 1128 quilograms i porta una càrrega útil de càmeres, un altímetre i un espectròmetre. També porta 2 nanosatèl·lits CubeSats, anomenats Milani i Juventas.
Hera pretén caracteritzar completament la composició i les propietats físiques del sistema binari d'asteroides, incloent-hi, per primera vegada, el subsòl i les estructures internes. També realitzarà demostracions tecnològiques vinculades a operacions en les proximitats d'un petit cos del Sistema Solar i el desplegament i comunicació amb CubeSats a l'espai interplanetari.

## Història del projecte

### AIDA el projecte conjunt amb la NASA
AIDA és el primer programa operatiu que té per objectiu provar un mètode de desviament d'asteroides propers a la Terra. Va ser creat el 2013 conjuntament per científics recolzats per la NASA i l'ESA. L'objectiu és provar l'ús d'un dispositiu de tipus impactador per desviar un asteroide que pogués xocar contra la Terra. Aquest programa preveu el llançament a l'asteroide binari (65803) Didymos de 2 naus espacials: l'impactador DART desenvolupat per la NASA encarregat d'estavellar-se a gran velocitat sobre el més petit dels dos asteroides i l'orbitador AIM desenvolupat per l'ESA, els efectes de l'impacte. Després d'una fase d'avaluació a les 2 agències espacials, l'Agència Espacial Europea va decidir a finals de 2016 abandonar el desenvolupament d'AIM a causa de la manca de suport financer suficient dels Estats membres. La NASA, per la seva banda, va decidir continuar amb el desenvolupament de DART. En aquest context nou, els observatoris terrestres són els encarregats d'assumir parcialment el paper d'AIM. El projecte DART evolucionarà a partir de llavors incorporant el nanosatèl·lit LICIACube, alliberat abans de l'impacte i encarregat de capturar i retransmetre els primers 100 segons.

### Renaixement del projecte europeu
El 2017, a petició de diversos Estats membres de l'Agència Espacial Europea, aquesta última va reprendre els estudis d'una nau substituta de l'AIM que va rebre el nom d'Hera (en honor a la deessa grega del matrimoni Hera). Hera ha de complir tots els objectius assignats a l'AIM, però mentrestant optimitzar al màxim tots els components de la missió. Hera es llançarà a l'octubre del 2024 i estudiarà els efectes de l'impacte del DART a Dimorf, el satèl·lit de Didymos, 4 anys després que es produís. La missió Hera va ser finalment aprovada pel Consell Ministerial de l'ESA el novembre del 2019. El setembre del 2020, l'Agència Espacial Europea va encarregar la construcció de la nau espacial a un consorci d'empreses liderat per OHB, en virtut d'un contracte de 129,4 milions d'euros. També va formalitzar l'equip científic de la missió, format per un investigador principal, un consell científic, quatre grups de treball que cobreixen tots els aspectes de la missió i els responsables científics dels instruments. La missió va passar a la fase de proves finals al març de 2024.

## Objectius
L'objectiu principal de la missió Hera és avaluar el mètode d'impacte cinètic per desviar un objecte proper a la Terra que amenaci amb estavellar-s'hi. Aquest mètode de desviament consisteix a modificar la trajectòria de l'asteroide llançant una nau espacial a una velocitat de pocs quilòmetres per segon. De tots els mètodes, aquest és el més madur perquè es basa en lús de tecnologies espacials disponibles i econòmiques. Per complir aquest objectiu, Hera ha de determinar:
La quantitat de transferència de moment depèn de la densitat, la porositat i les característiques de la superfície i l'estructura interna de l'asteroide.
Quina proporció de l'energia cinètica es transfereix a la fragmentació i reestructuració de l'asteroide oa l'energia cinètica dels materials expulsats?
Hera també té objectius científics elevats. Heu de recopilar les característiques dels 2 asteroides: característiques de la superfície, porositat interna i estructura interna. En particular, Hera serà la primera missió que mesuri el subsòl i les estructures internes d'un asteroide. Per això, utilitzarà el radar de baixa freqüència JuRA a bord del CubeSat Juventas. Es cartografiarà tota la lluna Dimorphos amb una resolució espacial de pocs metres i els voltants de l'impacte amb una resolució de 10 centímetres. La massa de la lluna Didymos s'estimarà amb gran precisió, cosa que permetrà una estimació directa de l'eficiència de transferència de moment a partir de l'impacte de DART.
La missió també inclou diversos objectius tecnològics. El més important és crear un programari d'orientació que, utilitzant dades de diversos sensors, permetrà reconstruir l'espai circumdant i, així, determinar de manera independent una trajectòria segura al voltant de l'asteroide.
Hera també ha d'embarcar a dos CubeSats que es llançaran una vegada s'arribi a l'asteroide. Aquests CubeSats són:
Joventes, que ha de fer mesuraments del subsòl i de l'estructura interna, contribuir a la determinació del camp gravitacional i proporcionar informació sobre la resposta mecànica de la superfície en aterrar a Dimorphos.
Milani, amb la missió de recopilar dades espectrals de la superfície dels 2 asteroides (composició de la superfície) i identificar la presència de pols a l'espai circumdant.

## Realització de la missió
La missió DART, llançada el 24 de novembre de 2021 a les 06:21 UTC per un coet Falcon 9 des de la Base de la Força Espacial Vandenberg, va aconseguir l'asteroide binari (65803) Didymos el 26 de setembre de 2022, col·lisionant amb el seu satèl·lit Dimorf a les 23:16 UTC a una velocitat relativa d'uns 6,6 km/s, cosa que hauria de ser observada per telescopis terrestres.
Hera serà llançada a l'octubre del 2024 per un coet Falcon 9 que s'enlairarà des de Cap Canaveral i realitzarà una maniobra a l'espai profund al novembre. Després d'una assistència gravitacional a Mart el març de 2025, on Hera passarà algun temps observant la lluna marciana Deimos, la nau espacial arribarà a l'asteroide binari (65803) Dídim el 28 de desembre de 2026, 4 anys després de DART, per començar 6 mesos de recerca. Hera serà la primera a fer una trobada amb un asteroide binari. Un cop a prop de l'asteroide doble, seguiran 5 etapes:
la fase de caracterització primerenca,
la fase de desplegament dels 2 nanosatèl·lits,
la fase de caracterització detallada,
la fase d'observació propera,
l'aterratge de Milani i Joventes a Dimorf, i finalment, un experiment que podria finalitzar amb un aterratge a Dídim de la nau espacial principal.

## Astronau
La missió Hera inclou el satèl·lit principal homònim i 2 CubeSats anomenats Juventas i Milani.
El satèl·lit Hera té forma cúbica, de 1,6 x 1,6 x 1,7 metres i una massa d'aproximadament 1128 kg. La seva energia és proporcionada per panells solars amb una superfície de 13 m2. Inclou un enllaç intersatèl·lit per comunicar-se amb els 2 nanosatèl·lits.
El satèl·lit està estabilitzat sobre 3 eixos. L'actitud es manté mitjançant 4 rodes de reacció, giroscopis, rastrejadors d'estrelles, sensors solars i 2 cambres d'enquadrament d'asteroides (AFC). L'orientació de l'actitud es fa mitjançant l'altímetre planetari (PALT).

## Instruments científics

### Cambres d'enquadrament d'asteroides (AFC)
Els instruments principals d'Hera són les 2 cambres AFC (Asteroid Framing Cameras), desenvolupades per l'empresa JenaOptronik. Són idèntiques i redundants i cadascuna té un sensor pancromàtic FaintStar de 1020 x 1020 píxels amb un teleobjectiu. El camp de visió és de 5,5 x 5,5 graus i la resolució espacial arriba a un metre a una distància de 10 quilòmetres. Aquestes càmeres han de proporcionar característiques físiques de la superfície dels asteroides Didymos i Dimorphos, així com del cràter creat per DART i de la zona d'aterratge de Joventas.

### Cambra d'imatges hiperespectrals – HyperScout-H
HyperScout-H és un generador d'imatges hiperespectrals que ha de proporcionar imatges en un rang espectral entre 665 i 975 nm (visible i infraroig proper). L'instrument realitza les observacions en 25 bandes espectrals diferents. Està desenvolupat per cosine Remote Sensing. Es tracta d'una versió específica desenvolupada per a Hera, diferent de l'HyperScout estàndard.

### Altímetre planetari (PALT)
PALT és un altímetre planetari micro-Lidar que utilitza un làser que emet un feix de llum infraroja a 1,5 micres. El seu recorregut sobre el terreny és de 1 metre a una altitud d'1 quilòmetre (1 mil·liradià). La precisió del mesurament de l'altitud és de 0,5 metres. La seva freqüència és de 10 hertzs.

### Cambra termogràfica infraroja (TIRI)
TIRI és un sensor d'imatges infraroges tèrmiques proporcionat per l'Agència Espacial Japonesa. El rang espectral observat és entre 7 i 14 micres i compta amb 6 filtres. El seu abast visual és de 13,3 x 10,6 °. La resolució espacial és de 2,3 metres a una distància de 10 quilòmetres.

### Ciència de ràdio a banda X (X-DST)
La massa dels dos asteroides que formen el sistema binari, les característiques del camp gravitatori, la velocitat de rotació i les òrbites es mesuraran mitjançant pertorbacions d'ones de ràdio provocades.
| Característica                    | Associació Financera         | HyperScout-H                   | Palta                   | TIRI                          |
| --------------------------------- | ---------------------------- | ------------------------------ | ----------------------- | ----------------------------- |
| Tipus                             | Generador d'imatges visibles | Generador d'imatges espectrals | Altímetre               | Cámera termogràfica infraroja |
| Massa (kg)                        | <1,5                         | 5,5                            | 4,5                     | <4,4                          |
| Abast visual (graus               | 5,5                          | 15,5 x 8,3                     | no aplicable            | 13,3 x 10                     |
| Resolució espacial (microradians) | 94,1                         | 133                            | 1000                    | 226                           |
| Banda espectral (nanòmetres)      | 350-1000                     | 665-975                        |                         | 700-1400                      |
| Altres                            |                              | 25 bandes espectrals           | Precisió vertical 0,5 m | 6 filtres                     |
| Potència (vats)                   | <1,3                         | 2,5 (promig) - 4,5 (màxim)     | <14,5                   | 20 (promig) - <30             |

### Instrumentació a bord dels 2 nanosatèl·lits
2 nanosatèl·lits tipus CubeSat, anomenats Milani i Joventas, són transportats per Hera i alliberats abans de la seva arribada al sistema asteroidal (65803) Didymos.
Tots dos CubeSats estan construïts sobre una plataforma similar. Es tracta de CubeSats 6U-XL amb una massa (incloent-hi el combustible) d'aproximadament 12 quilograms. Estan estabilitzats en 3 eixos i tenen un sistema de propulsió de gas fred. Es comuniquen amb la nau nodrissa a banda S. L'efecte Doppler que afecta els enllaços de ràdio s'utilitza per mesurar les característiques del camp gravitatori del sistema binari. Tenen una càmera de llum visible i rastrejadors d'estrelles que es fan servir per determinar les variacions dinàmiques de Didymos. Finalment, els 2 CubeSats estan equipats amb acceleròmetres que s'utilitzaran per determinar les propietats de la superfície de Dimorphos si els CubeSats aterren a la superfície com està previst al final de la seva missió. Joventas està desenvolupat per GomSpace mentre que Milani està fabricat per Tyvak International.

### CubeSat Milani
El CubeSat Milani (que deu el seu nom a Andrea Milani) té com a objectiu prendre imatges i mesurar les característiques de la pols possiblement present. Heu de cartografiar els dos asteroides que formen l'asteroide binari.
Per complir aquests objectius compta amb els instruments següents:
L´espectròmetre d´imatges hiperespectrals ASPECT és l'instrument principal. Treballa en llum visible i infraroja propera (0,5-2,5 micres). La seva resolució espacial és de 2 metres a 10 quilòmetres i la seva resolució espectral és inferior a 40 nanòmetres (20 nanòmetres al visible). Té un total de 72 canals.
El termogravímetre VISTA és responsable de detectar pols (de 5 a 10 micres), volàtils (com l'aigua) i materials orgànics lleugers.

### CubeSat Joventas
Joventas pretén determinar les característiques geofísiques de Dimorphos. La sonda ha de cartografiar el camp gravitatori
Per complir aquests objectius compta amb els instruments següents:
El radar JuRa opera a la freqüència de 50-70 MHz amb una resolució espacial de 10 a 15 metres. És el primer instrument que ha sondejat les capes internes d'un asteroide. Utilitza dues antenes dipols amb cada branca de 1,5 metres. Cada sessió de mesura pot durar fins a 45 minuts. Ocupa un volum de menys de 1U i la massa és inferior a 1300 grams.
El gravímetre GRASS el rang dinàmic del qual és de 5 x 10 −4 i la sensibilitat és de 5 x 10 −7 . La massa és inferior a 380 grams.
Una càmera.
L'enllaç de ràdio amb la nau nodrissa (mesurament de l'efecte Doppler).